# Hồ Học Hải
Hồ Học Hải còn gọi là hồ Tàng Thư là hồ bao quanh Tàng Thư lâu, cạnh bên hồ Tịnh Tâm. Hồ này nằm trong quần thể di tích Cố đô Huế, được xây vào năm 1825 dưới thời Minh Mạng.

## Đặc điểm
Hồ ban đầu có hình vuông, vốn là một đoạn trong dòng chảy cũ của sông Kim Long, được nắn lại dưới thời vua Gia Long, phần đảo nổi giữa hồ được sử dụng làm kho thuốc súng và diêm tiêu. Hòn đảo này nối với đất liền bằng một cây cầu xây bằng gạch và đá ở bờ hồ phía tây. Bốn mặt hồ xây tường gạch thấp. Hồ này có mục đích bảo vệ Tàng Thư Lâu - nơi lưu trữ công văn của triều đình - khỏi sự đe dọa của hỏa hoạn.
Hiện nay hồ có hình chữ nhật, sâu 4 m, rộng 34.386 m2. Theo bản đồ đo vẽ 1996, diện tích hồ Học Hải rộng trên 47.445m2 và bản vẽ hiện trạng đã thể hiện ít nhất hơn 1/10 diện tích hồ bị xâm lấn.